# Tanel Sokk
Tanel Sokk (ur. 20 stycznia 1985 w Tallinnie) – estoński koszykarz, występujący na pozycji rozgrywającego, reprezentant kraju, obecnie zawodnik Taltech.

## Osiągnięcia
Stan na 25 kwietnia 2022, na podstawie, o ile nie zaznaczono inaczej.

### Drużynowe
- Mistrz Estonii (2009, 2011–2015, 2019)
- Wicemistrz Estonii (2004, 2007, 2008, 2016, 2018)
- Zdobywca Pucharu Estonii (2006–2008, 2014)
- Finalista Pucharu Estonii (2009, 2011, 2013, 2015, 2016)
- Uczestnik międzynarodowych rozgrywek:
  - Eurocup (2007/2008, 2013/2014)
  - Ligi Mistrzów FIBA (2016/2017)
  - FIBA Europe Cup (2015–2018)
  - EuroChallenge (2008/2009, 2014/2015)

### Indywidualne
- MVP finałów ligi estońskiej (2012, 2013)
- Najlepszy:
  - estoński zawodnik ligi VTB (2013)
  - młody zawodnik ligi estońskiej  (2003)
- Zaliczony do I składu ligi estońskiej (2006, 2012–2013)
- Lider w asystach Ligi estońskiej (2006 – 3,96, 2017 – 5,32, 2018 – 5,03)[3]

### Reprezentacja
Seniorskie
- Uczestnik:
  - mistrzostw Europy:
    - 2015 – 20. miejsce
    - dywizji B (2011)

  - kwalifikacji do Eurobasketu (2005, 2007, 2009, 2013, 2015)

Młodzieżowe
- Uczestnik kwalifikacji do Eurobasketu U–20 (2004)